# Bukkehorn
Bukkehorn (Trigonella) er en slægt med rundt regnet 40 arter, der er udbredt i Middelhavsområdet, Afrika, Central- og Sydasien samt i Oceanien. Det er én- eller flerårige, urteagtige planter med en opret til nedliggende, stærkt forgrenet vækstform. De skruestillede blade er stilkede og oftest trekoblede med ret smalle småblade, der har tandet til savtakket rand. Blomsterne sidder enkeltvis eller i små stande fra bladhjørnerne. De enkelte blomster er 5-tallige og uregelmæssige på den måde, som er almindelig blandt arter af Ærteblomst-familien. Kronbladene er gule, hvide, purpurrøde eller blå. Frugterne er smalle bælge, som er rette, buede eller seglformede, og de rummer ét til mange frø.
| Beskrevne arter |

- Blå bukkehorn (Trigonella caerulea)
- Almindelig bukkehorn (Trigonella foenum-graecum)

| Andre arter |

| - Trigonella anguina - Trigonella arabica - Trigonella balansae - Trigonella berythea - Trigonella bicolor - Trigonella calliceras - Trigonella coelesyriaca - Trigonella coerulescens - Trigonella corniculata - Trigonella cretica - Trigonella cylindracea - Trigonella elliptica | - Trigonella emodi - Trigonella geminiflora - Trigonella glabra - Trigonella gladiata - Trigonella gracilis - Trigonella grandiflora - Trigonella hierosolymitana - Trigonella kotschyi - Trigonella laxiflora - Trigonella macrorrhyncha - Trigonella maritima - Trigonella mesopotamica | - Trigonella occulta - Trigonella procumbens - Trigonella rechingeri - Trigonella schlumbergeri - Trigonella spicata - Trigonella spinosa - Trigonella spruneriana - Trigonella stellata - Trigonella suavissima - Trigonella velutina - Trigonella verae |